# Youssouf Dao
Youssouf Dao (5 marzo 1998) è un calciatore ivoriano, attaccante del Paradou AC.

## Caratteristiche tecniche
È un centravanti.

## Carriera

### Club
Cresciuto nel settore giovanile dell'AFAD Djekanou, nel 2015 è passato all'ASEC Mimosas, con cui ha disputato sei incontri di CAF Champions League. Nel settembre del 2016 è stato acquistato dallo Sparta Praga, rimanendo fino al 2018 quando è stato ceduto in prestito per 18 mesi al Graffin Vlašim, nella seconda divisione ceca. Rientrato alla base, dal 2019 al 2022 ha fatto parte stabilmente della formazione B.

### Nazionale
Ha giocato nella nazionale ivoriana Under-23.
Nel 2021 ha partecipato ai Giochi Olimpici di Tokyo.